# Balogh Beatrix (képzőművész)
Balogh Beatrix (Kaposvár, 1924–Budapest, 1985. október 10.) magyar bábművész, festő, grafikus és írónő.
Szülővárosában nőtt föl, a somogyi folklór ott megismert öröksége alapvetően meghatározta művészi ízlését. Főiskolai tanulmányai után, az 1950-es évek elején iparművészként Budapesten dolgozott egy selyemfestőüzemben, ahol textiljátékokat, kendőket festettek. Munkatársa volt Koós Istvánné Hamvas Sára, aki egy időben albérletet is biztosított számára a Hamvas család Moszkva téri lakásában. Így ismerte meg Koós Iván festőművészt és Vízvári László piaristát, akik szintén érdeklődtek a bábjáték iránt.
Miután 1954 májusában Koóssal és Vízvárival együtt nézték meg a prágai Josef Skupa bábszínházának budapesti előadását, elhatározták, hogy ők is marionettszínházat csinálnak. Megalakították az Aurora Művészegyüttest amely eleinte a budapesti Piarista Gimnáziumban kapott helyet, mint a gimnázium bábszakköre, majd több budapesti művelődési ház fenntartásában működött, egészen 1962-ig.
Az Aurora elsősorban marionett-előadásokat mutatott be, de foglalkozott árnyjátékkal és pantomimmel is. Balogh Beatrix az együttes egyik művészeti vezetője volt, és elsősorban a pantomim-előadásokat rendezte, elsőként A fogoly katona című népballadát, amelyet a piarista gimnázium Bartók-ünnepélye keretében (halálának 10. évfordulóján) 1955. december 2-4. között, a Patrona Hungariae Leánygimnázium dísztermében játszottak. Ő tervezte és rendezte az Aurora első nyilvános bábelőadását, a A csodatévő ócska ecset című kínai mese marionett-színházi feldolgozását (bemutatója 1956. február 18.). Az Aurora számára tervezett utolsó bábjátéka Federico García Lorca műve, Don Christobal és Rozita kisasszony tragikomédiája alapján, 1961-ben készült , de végül bemutatója az Aurora felbomlása miatt elmaradt.
Az Aurora megszűnése után sem fejezte a bábjátékkal való foglalkozást. A Népművelési Intézet állandó külső munkatársa, bábtanfolyamok szakoktatója lett, számos bábszínművet írt és tervezett, továbbá jegyzeteket, módszertani írásokat, tanulmányokat írt, kiállításokat rendezett. Emellett a művészet szinte minden ágában alkotott. Nemcsak bábokat készített, hanem festményet, akvarelleket, kollázsokat, kisplaszikákat, maketteket, díszlet- és jelmezterveket. Tervezett különféle bábegyüttesek számára, például a tiszakécskei Szitakötő együttes számára A Nap és a Hold elrablását (pajzsbábok természetes anyagokból), Visegrádra Az aranyszőrű bárányt (óriásbábok).
Nagy tisztelője volt a távol-keleti kultúráknak. Hani Kjóko révén (aki az Eötvös Loránd Tudományegyetem japán lektora volt, majd a tokiói Kodály Esztétikai Nevelőintézet igazgatója lett) 1980 nyarán Japánban járt, főként óvodapedagógiai tapasztalatainak átadására. Élményekkel gazdagon ért haza, de a következő években gyógyíthatatlan betegséggel kellett megküzdenie. Még súlyos műtétje után is, szinte utolsó pillanatáig dolgozott.
Férje Tóth László fényképész volt, lánya Maskarás Beatrix (1966–) képző- és előadóművész.

## Írásai

### Bábszínművek
- Hagymácska és almácska. In  Nem nehéz a bábjáték: A bábjátszás elsajátításának legújabb módszerei. Budapest: Népművelési Intézet. 1964.  = Bábjátékos kiskönyvtár,  25.
- Éljen a tavasz. In  Nem nehéz a bábjáték: A bábjátszás elsajátításának legújabb módszerei. Budapest: Népművelési Intézet. 1964.  = Bábjátékos kiskönyvtár,  25.   – További kiadások: 1967 [!1969].
- Balogh Beatrix et al: Mikulási vetélkedő. Budapest: Népművelési Propaganda Iroda. 1966.  = Bábjátékos kiskönyvtár,  35.
- Tavaszkor; A Tündér; Ki a király? ; Kittyrákotty mese. In  Nyitva van az aranykapu: Játék, bábjáték, színjáték. Szerk. Debreczeni Tibor. Budapest: Múzsák. 1985.
- A csodálatos tarisznya. In  A sétáló ház kalandjai. Báb- és díszlettervek Balogh Beatrix, Kecskeméti Kálmán, Nyakasné Túri Klári. Budapest: Népművelési Propaganda Iroda. 1981.  = Bábjátékos kiskönyvtár,  77.
- Etűdök. Budapest: Múzsák. 1988.  = Bábjátékos oktatás,

### Bábjáték-módszertani írások, összeállítások
- Röpülj madárka!: Tanulmányok, vers és népdal feldolgozások. Budapest: Népművelési Propaganda Iroda. 1966.   Utánnyomások: 1976,  1979,  1980, 1981, 1982.
- Bábszabásminták. Budapest: Népművelési Propaganda Iroda. 1967.   – További kiadások: 1973, 1980, 1981, 1983, 1989.
- Mesét mondunk. Budapest: Népművelési Propaganda Iroda, 1974. = Bábjátékos kiskönyvtár,  63.  – Bábjátéktervezetek. További kiadás: 1976.
- Képzőművészeti stílusok a bábjátékban. Budapest: Népművelési Intézet 1976.
- Dalok az időből: Mitológiai bábjátékok - Ötletek, javaslatok, tervek a kultúrtörténetből bábosoknak. Zenei jegyzet és válogatás Puskás László. Budapest: Népművelési Intézet 1976.
- Balogh Beatrix et al: Fiúk, lányok. Budapest: Népművelési Propaganda Iroda. 1978.  = Bábjátékosok kiskönyvtára,  72.
- Barogu Beatorikkusu: Sate, kaze da ga: Ningyo ni yoru fantaji no bunpo. [yakusha] Kodai Geijutsu, Kyoiku Kenkyusho. Tokyo: Meiji Tosho Shuppan Kabushiki Kaisha. 1979.  = Kodai Geiken Sensho,  10.  – A Mesét mondunk és a Röpülj madárka alapján.
- Bábkészítés és a szülők. In  Séd Teréz et al: Bábjáték a Várban. Szerkesztette Hives László; a szerkesztő munkatársa Giovannini Kornél. Budapest: Népművelési Intézet. 1976.   67–71. o.
- A bábmozgatás iskolája. Budapest: Népművelési Propaganda Iroda. 1974.  = Bábjátékos kiskönyvtár,  9, 12.
- Balogh Beatrix: Marionett mindenkinek. 2, átdolgozott. Budapest: Népművelési Propaganda Iroda. 1983.  = Bábjátékos oktatás,
- Várépítés, várjátékok. Budapest: Népművelési Propaganda Iroda. 1983.  = Játékos könyvek,  )
- A kollázs. Budapest: Népművelési Propaganda Iroda. 1983.  = Játékos könyvek,

### Tankönyvek
- Lovász Gabriella – Balogh Beatrix – Barkó Endre: Betűvásár: Olvasókönyv az általános iskola 1. osztálya számára. Rajz Ligeti T. Miklós rajz.; írásgraf. Varga Imre. Budapest: Tankönyvkiadó. 1987.
- Lovász Gabriella – Balogh Beatrix: Gyermekvilág: Olvasókönyv az általános iskola 1. osztálya számára. Rajz Tomaska Irén. Budapest: Tankönyvkiadó. 1987.

### Szerkesztések
- Balogh Beatrix et al: Ó, ó mondták a vitrinkatonák. Rend. tanácsok Balogh Beatrix et al.; báb- és díszlettervek Balogh Beatrix, Kecskeméti Kálmán, Koós Iván. Budapest: Népművelési Propaganda Iroda. 1972.  = Bábjátékos kiskönyvtár,  59.
- Milan Pavlik et al: A hét királyfi. Ford. Kralik Aladár, Földesi Tamás, Árpádi Gabriella; átd. Lenkefi Konrád, Balogh Beatrix; zene Lenkefi Konrád, Bőcs Attila. Budapest: Népművelési Intézet. 1965.  = Bábjátékos kiskönyvtár,  30.
- Kormos István et al: Játékkoszorú: Szerkesztett játékok gyermekeknek. Vál. és szerk. Gabnai Katalin. Budapest: Népművelési Propaganda Iroda. 1982.  = Színjátszók kiskönyvtára,  223.

### Bábrendezői tanácsok
- Bükkösdi László et al: Vitéz László és dr. Faust. Rend. tanácsok Pilisy Elemérné, Hives László, Balogh Beatrix; báb- és díszlettervek Kós Lajos. Budapest: Népművelési Propaganda Iroda. 1967.  = Bábjátékos kiskönyvtár,  41.
- Kemény Henrik et al: Vitéz László csodaládája. Rend. tanácsok Balogh Beatrix et al.; báb- és díszlettervek Balogh Beatrix et al. Budapest: Népművelési Propaganda Iroda. 1970.
- Giovannini Kornél et al: Bumfordi. Rend. tanácsok Híves László, Sándor Ágnes, Tarbay Ede; technikai leírás Wagner Tamás, Kecskeméti Kálmán, Balogh Beatrix. Budapest: Népművelési Propaganda Iroda. 1975.  = Bábjátékos kiskönyvtár,  65.
- Kispista Istvánet al: A kölyök és a sárkány. Rendezői tanácsok Balogh Beatrix et al.; a terveket rajzolta Balogh Beatrix, Mészáros Tibor. Budapest: Népművelési Propaganda Iroda. 1977.  = Bábjátékosok kiskönyvtára,  70.
- Tarbay Ede: Kunkori és a Kandúrvarázsló. Rendezői tanácsok Balogh Beatrix, Tarbay Ede, Tóthné Horányi Ilus. Budapest: Népművelési Propaganda Iroda. 1983.  = Bábjátékosok kiskönyvtára,  80.

### Díszlettervek
- Tamási Tibor et al: A boldog pillangó. Budapest: Népművelési Intézet 1963. = Bábjátékos kiskönyvtár,  24.
- Kisbán Gyuláné et al: Favágó kiskakas. Rend. tanácsok, báb- és díszlettervek Balogh Beatrix et al. Budapest: Népművelési Intézet 1965. = Bábjátékos kiskönyvtár,  31.
- Deákok és diákok: Diák-színjátszóknak. Rend. tanácsok Karcsai Kulcsár István, Hives László; díszlettervek Balogh Beatrix, Bojár Iván; zene Sulyok Imre. Budapest: Népművelési Propaganda Iroda. 1966.  = Színjátszók kiskönyvtára,  75.  – Tartalom: Pállya István (Ravaszy és Szerencsés), Hárs László (Vetélkedik ma is még, Szerencse és Bölcsesség) vígjátékai.
- Híves László – Janusziňska H: A két bors ökröcske; Petike a kis tigris. Budapest : Gondolat: (kiadó nélkül). 1966.  = Bábszínpad,  36.
- Marék Veronika et al: A csillagszemű juhász. Rend. tanácsok Hives László et al.; bábtervek, díszletek Balogh Beatrix, Marék Veronika. Budapest: Népművelési Propaganda Iroda. 1969.
- G. Szapgir et al: Nagy akarok lenni. Rend. tanácsok Ambrus Ferencné et al.; báb- és díszlettervek Balogh Beatrix, Marék Veronika, Kaunitz Ervin. Budapest: Népművelési Propaganda Iroda. 1971.  = Bábjátékos kiskönyvtár,  53.
- Kovács Ildikó et al: Kaland a Holdon. Rend. tanácsok, báb- és díszlettervek Balogh Beatrix et al. Budapest: Népművelési Propaganda Iroda. 1971.  = Bábjátékos kiskönyvtár,  57.
- Barátunk, Rozoga. Báb- és díszlettervek Balogh Beatrix, Giovannini Kornél, Marék Veronika; rend. tanácsok Balogh Beatrix et al. Budapest: Népművelési Propaganda Iroda. 1971.  = Bábjátékos kiskönyvtár,  54.
- Fodor Sári et al: Ezüstmackó. Rend. tanácsok Bánky Róbert et al.; zenei tanácsok Mózner János; báb- és díszlettervek Balogh Beatrix, Bánky Róbert, Zágon Bertalan. Budapest: Népművelési Propaganda Iroda. 1971.  = Bábjátékos kiskönyvtár,  55.
- Mészáros Vincéné et al: Sárkány az űrhajón: Pályadíjnyertes bábjátékok. Rend. tanácsok Balogh Beatrix et al.; báb- és díszlettervek Balogh Beatrix et al. Budapest: Népművelési Propaganda Iroda. 1972.  = Bábjátékos kiskönyvtár,  58.
- Heilwig Krug et al: Csalóka Péter. A terveket rajzolta Balogh Beatrix, Wagner Tamás, Zágon Bertalan; rendezői tanácsok Híves László, M. Lázár Magda, Tarbay Ede. Budapest: Népművelési Propaganda Iroda. 1977.  = Bábjátékosok kiskönyvtára,  68.
- Nyakasné Túri Klári et al: A sétáló ház kalandjai. Báb- és díszlettervek Balogh Beatrix, Kecskeméti Kálmán, Nyakasné Túri Klári; rendezői tanácsok Balogh Beatrix et al. Budapest: Népművelési Propaganda Iroda. 1981.  = Bábjátékos kiskönyvtár,  77.

### Iluusztrációk
- A gyerek és a mese. Szerk. Bánszky Pál; ill. Balogh Beatrix. Budapest: Népművelési Propaganda Iroda. 1975.

### Diafilmek
- Balogh Beatrix: A díszlettervezés technikája bábjátékokhoz. Makett Puskás László ; fényk. Tóth Sándor. Budapest: Magyar Diafilmgyártó Vállalat. 1980.
- Balogh Beatrix: Művészeti stílusok a bábjátékban. Fényk. Tóth Sándor; szerk. Czine Mihályné és Walla Gézáné. Budapest: Magyar Diafilmgyártó Vállalat. 1980.